# (1929) Kollaa
(1929) Kollaa es un asteroide que forma parte del cinturón de asteroides y fue descubierto por Yrjö Väisälä desde el observatorio de Iso-Heikkilä, Finlandia, el 20 de enero de 1939.

## Designación y nombre
Kollaa recibió al principio la designación de 1939 BS.
Más adelante se nombró por el Kollaa, un río de la Karelia.

## Características orbitales
Kollaa está situado a una distancia media del Sol de 2,363 ua, pudiendo alejarse hasta 2,54 ua. Su excentricidad es 0,075 y la inclinación orbital 7,78°. Emplea 1326 días en completar una órbita alrededor del Sol.